# Liste des maires d'Artiguemy

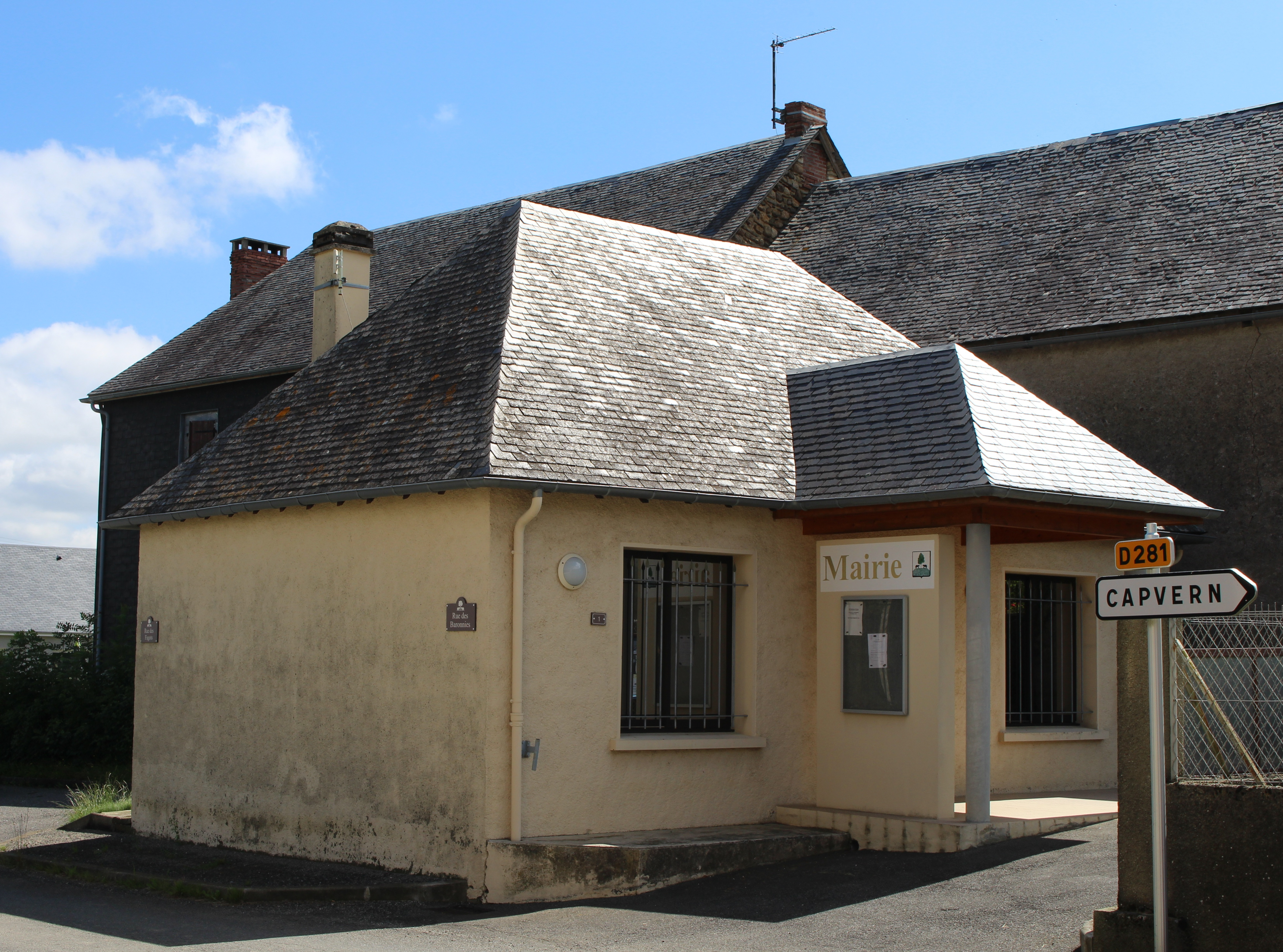
La mairie en 2014.

## Liste des maires
| Période                                  | Période   | Identité       | Étiquette | Qualité |
| ---------------------------------------- | --------- | -------------- | --------- | ------- |
| Les données manquantes sont à compléter. |           |                |           |         |
|                                          |           |                |           |         |
| mars 1995                                | mars 2001 | Claude Abadie  |           |         |
| mars 2001                                | mars 2008 | André Nières   | SE        |         |
| mars 2008                                | en cours  | Bruno Fourcade | SE        |         |